# Regielnica
Regielnica (deutsch Regelnitzen, 1938 bis 1945 Regelnhof) ist ein Dorf in der polnischen Woiwodschaft Ermland-Masuren und gehört zur Gmina Ełk (Landgemeinde Lyck) im Powiat Ełcki (Kreis Lyck).

## Geographische Lage
Regielnica liegt am  Nordufer des Groß Regelner Sees (polnisch Jezioro Regielskie) im südlichen Osten der Woiwodschaft Ermland-Masuren, sieben Kilometer südöstlich der Kreisstadt Ełk (Lyck).

## Geschichte
Das Gutsdorf Regielnica, das später aufgrund seiner Ziegelei überregionale Bedeutung gewann, wurde im Jahre 154 gegründet. 1874 kam der Ort zum neu errichteten Amtsbezirk Selment mit Sitz in Klein Mrosen (polnisch Mrozy Małe), der – 1938 in „Amtsbezirk Schönhorst (Ostpr.)“ umbenannt – zum Kreis Lyck im Regierungsbezirk Gumbinnen (ab 1905: Regierungsbezirk Allenstein) in der preußischen Provinz Ostpreußen gehörte. Im Jahre 1910 zählte der Gutsbezirk Regelnitzen 127 Einwohner.
Am 30. September 1928 gab Regelnitzen seine Eigenständigkeit auf und wurde in die Nachbargemeinde Groß Mrosen (1929 bis 1938 Mrossen, 1938 bis 1945 Schönhorst (Ostpr.), polnisch Mrozy Wielkie) eingegliedert. Am 3. Juni (offiziell bestätigt am 16. Juli) des Jahres 1938 wurde das Dorf in „Regelnhof“ umbenannt, um auf diese Weise aus politisch-ideologischen den fremdländisch klingenden alten Ortsnamen zu vermeiden.
In Kriegsfolge kam das Dorf 1945 mit dem gesamten südlichen Ostpreußen zu Polen und trägt seither die polnische Namensform „Regielnica“. Der Ort ist heute Sitz eines Schulzenamtes (polnisch Sołectwo) und damit eine Ortschaft im Verbund der Gmina Ełk (Landgemeinde Lyck) im Powiat Ełcki (Kreis Lyck), vor 1998 der Woiwodschaft Suwałki, seitdem der Woiwodschaft Ermland-Masuren zugehörig.

## Kirche

### Evangelisch
Bis 1945 war Regelnitzen resp. Regelnhof in die evangelische Pfarrkirche Lyck in der Kirchenprovinz Ostpreußen der Kirche der Altpreußischen Union eingepfarrt. Heute orientieren sich die evangelischen Kirchenglieder ebenfalls zur Kirchengemeinde in Ełk, die jetzt eine Filialgemeinde der Pfarrei in Pisz (deutsch Johannisburg) in der Diözese Masuren der Evangelisch-Augsburgischen Kirche in Polen ist.

### Römisch-katholisch
Vor 1945 gab es nur sehr wenige Katholiken in Regelnitzen/Regelnhof. Sie waren in die römisch-katholische Kirche St. Adalbert Lyck im Bistum Ermland eingepfarrt. Seit 1994 besteht in Regielnica eine eigene Pfarrgemeinde, deren Kirche („Kościół św. Józefa Oblubieńca Najświętszej Maryi Panny“) dem Hl. Josef gewidmet ist. Die Pfarrei gehört zum Dekanat Ełk-Matki Bożej Fatimskiej im Bistum Ełk der Römisch-katholischen Kirche in Polen. Eine Filialkapelle steht in Regiel.
Zur Pfarrei Regielnica gehören die Orte: Kałęczyny (deutsch Kallenczynnen, 1938 bis 1945 Lenzendorf), Koziki (Kozycken, 1935 bis 1945 Selmenthöhe), Regiel (Regeln), Regielnica und Sordachy (Sordachen, 1938 bis 1945 Sorden).

## Verkehr
Regielnica liegt an einer Nebenstraße, die von Ełk durch den Stadtteil Szyba (Sybba, 1938 bis 1945 Walden) nach Tama zur Landesstraße 61 in der Woiwodschaft Podlachien führt. Außerdem endet eine von Sordachy (Sodarchen, 1938 bis 1945 Sorden) kommende Straße in Regielnica.
Das Dorf ist Bahnstation an der Bahnstrecke Ełk–Turowo (deutsch Lyck–Thurowen/Auersberg) der einstigen Lycker Kleinbahnen, die heute von der Ełcka Kolej Wąskotorowa als Historische Schmalspurbahn im Touristenverkehr befahren wird.